# 阿夫鲁塞纳
阿夫鲁塞纳，是西班牙安达卢西亚自治区阿尔梅里亚省的一个市镇。 总面积84km2, 总人口1418人（2001年），人口密度17人/km2。